# Wierzchnia
Wierzchnia (ukr. Верхня) – wieś w rejonie kałuskim obwodu iwanofrankiwskiego, założona w 1448.
W II Rzeczypospolitej miejscowość była siedzibą gminy wiejskiej Wierzchnia w powiecie kałuskim województwa stanisławowskiego. We Wierzchni urodzili się Adam i Stanisław Skwarczyński.
Wieś liczy 2605 mieszkańców.